# Lepidonotus oculatus
Lepidonotus oculatus är en ringmaskart som beskrevs av Baird 1865. Lepidonotus oculatus ingår i släktet Lepidonotus och familjen Polynoidae. Utöver nominatformen finns också underarten L. o. echinatus.